# You Higuri
You Higuri (氷栗 優?, Higuri Yū; Osaka, 16 ottobre ...) è un'autrice di manga di genere shōjo, shōnen'ai e yaoi.
È stata presente in diverse convention e fiere specialistiche dedicate agli anime e ai manga negli Stati Uniti e in Germania. La sua prima apparizione pubblica risale al primo Yaoi-Con a San Francisco nel 2001.

## Opere
- Azel Seimaden, 1994 - prequel di Seimaden
- Sento no Hishin, 1994
- Seimaden, 1994-1999
- Lost Angel, 1996
- Ludwig II 1996-1998
- Kamen no Romanesque (Mask of Romance), 1997
- Zoku: Cutlass, 1997-1998
- Zeus, 1997-1998
- Ramen Ikaga!? 1995 (originale) & 1997
- Shinkyoku (Divine Comedy), 1998
- Gorgeous Carat: Virtue of Darkness, 1999-2002
- Tenshi no hitsugi: Ave Maria (Angel's Coffin: Ave Maria), 2000
- Tenshi ni Bara no Hanataba o (Rose Bouquet for an Angel), 2000-2001
- Cutlass: Shōnen tachi no toki (Cutlass: A Time for Boys), 2000 - pirate manga
- Poison artbook, 2000.
- Flower, 2001
- Cantarella, 2001–oggi
- My Little Lover, 2002
- Gorgeous Carat Galaxy, 2004 - breve sequel di Gorgeous Carat
- Gakuen Heaven (School Heaven), 2004
- Taisho Era Chronicles, 2005
- Crown, 2005–present
- Nighthead Genesis anime, 2006
- Jewel artbook, 2006